# Lesníci
Lesníci, známý také Lesníci Temného Hvozdu, byla ve fiktivním světě J. R. R. Tolkiena rasa lidí vzdáleně příbuzná Edain, kteří převážně ve Třetím věku obývali střed Temného hvozdu. O skupině není mnoho známo, kromě jejich obyvatel, kteří byli vynikajícími lovci a pravděpodobně je vedl náčelník. I přesto, že s nikým neměli kontakt a nespolupracovali s okolními národy, byli Lesníci přátelští vůči cizincům a nechtěli mít zlé vztahy se světem, kromě lidí z Anduiny, se kterými si Lesníci udržovali silné přátelství. Po Válce o Prsten a vyčištění Temného hvozdu dostali Lesníci celou střední část lesa mezi Thranduilovým královstvím a Lothlórienem, aby tam přebývali.

## Původ
V raných a středních částech Prvního věku, kdy se lidé začali šířit po Středozemi, žili tito lidé v rozsáhlých zalesněných místech Středozemě, zejména v Brethilu. Potomci těchto mužů, kteří přežili nepokoje a války v průběhu věků, přišli žít do údolí Anduiny společně s Lidmi údolí a Beorny. Pocházeli z Mužů Prvního věku, kteří migrovali na Západ, a proto byli příbuzní lidu Edain a jejich potomků, Dúnadanů. Ve Druhém věku se několik lidí oddělilo od lidí Anduiny a usadili se v centru Zeleného hvozdu, kde se z nich stali Lesníci, avšak největší vzrůst jejich populace nastal ve Třetím věku.

## Dějiny
Po bitvě o Kosatcová pole byl oddíl skřetů, který usmrtil Isildura, napaden a zmasakrován Lesníky kteří postupovali přes tento region. V roce 1636 Velký mor zasáhl i Temný hvozd, ale není zaznamenáno, jak se Lesníkům dařilo a kolik jich na nemoc zemřelo. Orli se pásli na ovcích lidí ze severu Anduiny, kteří je s pomocí Lesníků bránili se svými luky z tisu, proto se Orli báli létat někam blízko místa, kde žili lidé. Vrrkové a Skřeti z Mlžných hor se také obvykle neodvážili přiblížit, protože Lesníci bránící údolí byli stateční a dobře vyzbrojení. V určitém období Třetího věku se Lesníci rozšířili a usadili se po většině Temného hvozdu, jehož celé území kdysi ovládalo lesní království Sindarských Elfů.
Kolem roku 2941 někteří odvážní Lesníci a jejich rodiny se pokoušeli dostat hlouběji na sever, káceli stromy a stavěli osady mezi lesy v údolích a podél břehů řek. Tentokrát Skřeti a Vrrkové začali plánovat společný nájezd proti nim, aby je vytlačili zpět. Když Skřeti objevili Thorina a jeho skupinu, mysleli si, že jsou špióni Lesníků, a pronásledovali je ve strachu, že by varovali své lidi. K nájezdu očividně nikdy nedošlo, díky následným událostem, včetně bitvy pěti armád, kde byla většina Skřetů pobita. Po bitvě mohli lidé cestovat beze strachu a mnozí přišli do Meddědova domova oslavit Vánoce a někteří se shromáždili pod ním a prohlásili jejich náčelníkem. O pár let později Glum prošel Temným hvozdem a hledal svůj Prsten a jeho zloděje. To děsilo Lesníky, kteří mluvili o „duchu, který pil krev“, který se může vplížit do domů, aby kradl děti. Navzdory tomu, že je trápila zlá stvoření z Dol Gulduru, jako jsou Skřeti a obří Pavouci, přežili i Válku o Prsten až do Čtvrtého věku. Po vyčištění lesa jim Sindarští Elfové přenechali celý střed Temného hvozdu a uznali je jako pány regionu. Lesníci a Beornové měli pravděpodobně blízké vazby, protože žili blízko sebe a odolávali mnoha nebezpečím lesa. Lesníci také pravděpodobně měli spojenectví s elfy, kteří obývali Temný hvozd.